# تومي بينيت
تومي بينيت (بالإنجليزية: Tommy Bennett)‏ هو لاعب كرة قدم أمريكية أمريكي، ولد في 19 فبراير 1973.

## وصلات خارجية
- تومي بينيت على موقع مرجع كرة القدم المحترفة.كوم (الإنجليزية)